# Nicolás Gianni
Nicolás Andrés Gianni (Villa Lugano, 27 settembre 1982) è un ex calciatore argentino, di ruolo centrocampista.